# George P. Putnam
George Palmer Putnam (n. 7 septembrie 1887, Rye⁠(d), New York, SUA – d. 4 ianuarie 1950, Trona⁠(d), Comitatul San Bernardino, California, SUA) a fost un editor, autor și explorator american. Cunoscut pentru căsătoria sa cu (și fiind văduvul) Ameliei Earhart, el și-a atins faima ca unul dintre cei mai de succes promotori din Statele Unite în anii 1930.